# Biederitz
Biederitz é um município da Alemanha, situado no distrito de Jerichower Land, no estado de Saxônia-Anhalt. Tem 39,32 km² de área, e sua população em 2019 foi estimada em 8.497 habitantes.